# Itelteich
Der Itelteich liegt etwa 1,6 km südöstlich von Walkenried im Landkreis Göttingen in Niedersachsen.

## Beschreibung
Er wurde von Zisterziensermönchen des Klosters Walkenried künstlich aufgestaut und diente als Fischteich. An seinem westlichen Ende wird er von Karstquellen gespeist und fließt über eine Schwinde unterirdisch nach Osten ab, wobei der Wasserlauf die Himmelreichhöhle durchquert. Der Itelteich liegt innerhalb des Naturschutzgebietes Gipskarstgebiet bei Bad Sachsa und am Karstwanderweg.
Unmittelbar nördlich des Teiches verläuft die Südharzstrecke.

## Bildergalerie

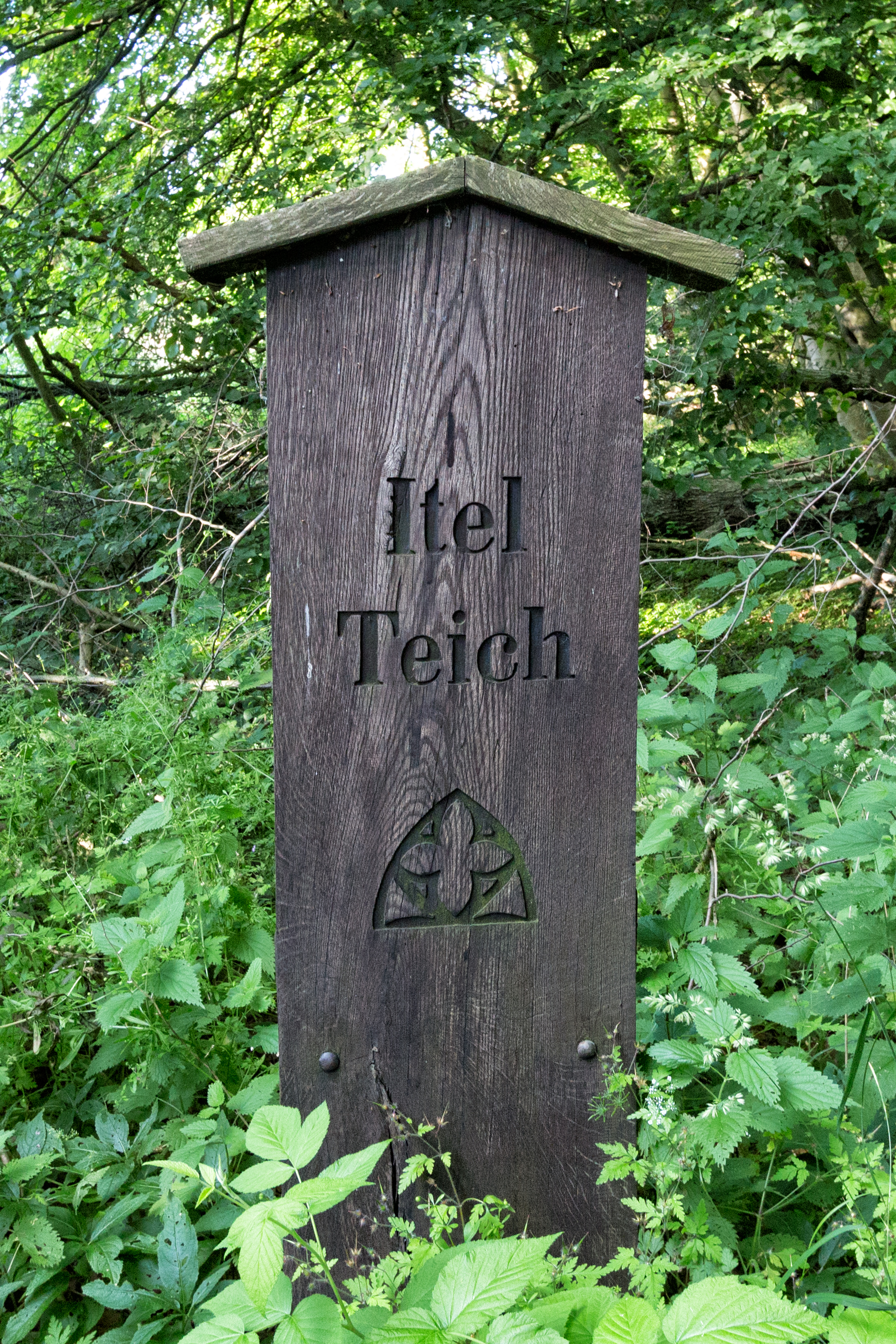
Schild vor dem Itelteich
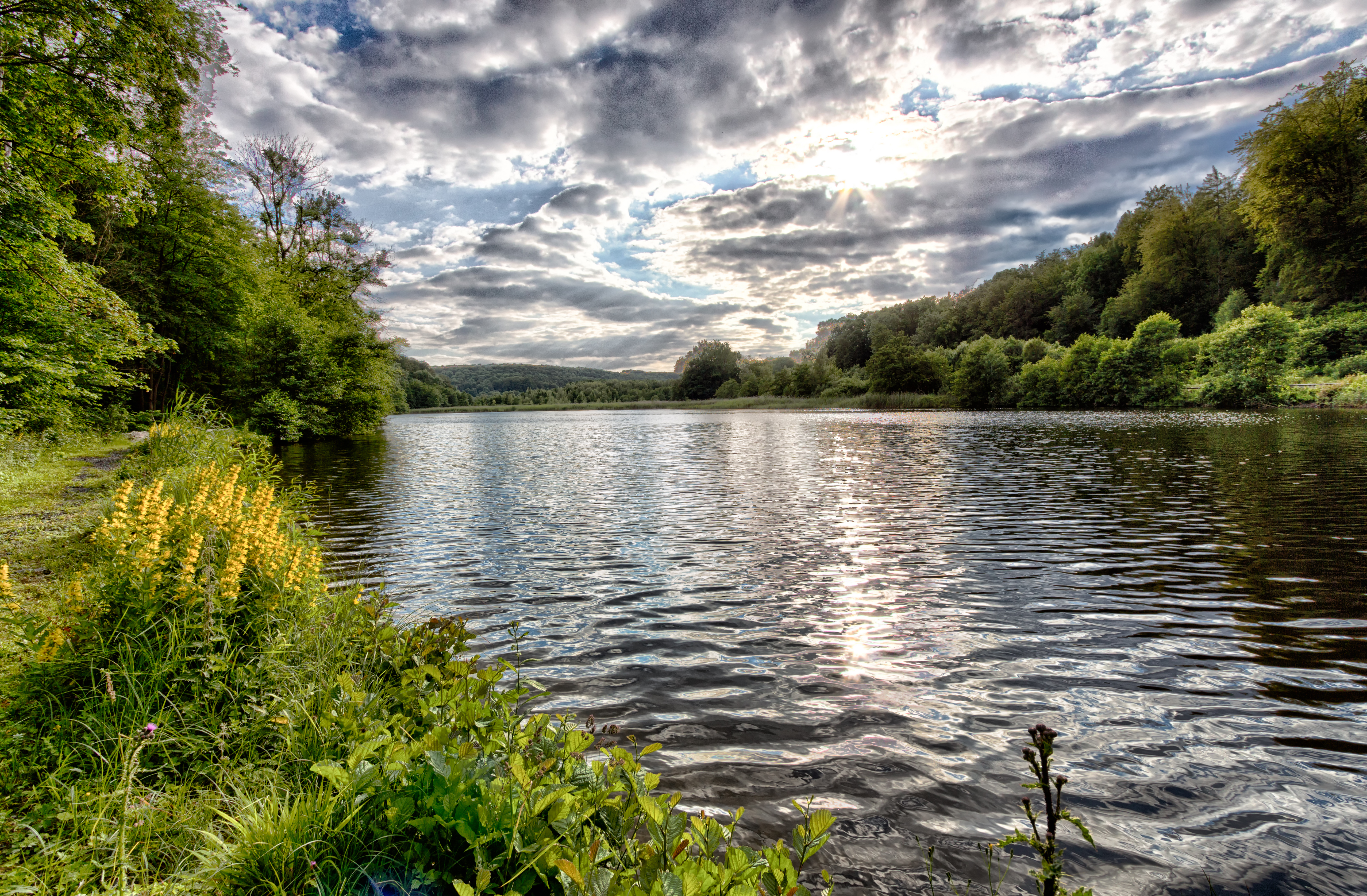
Itelteich, Juli 2014
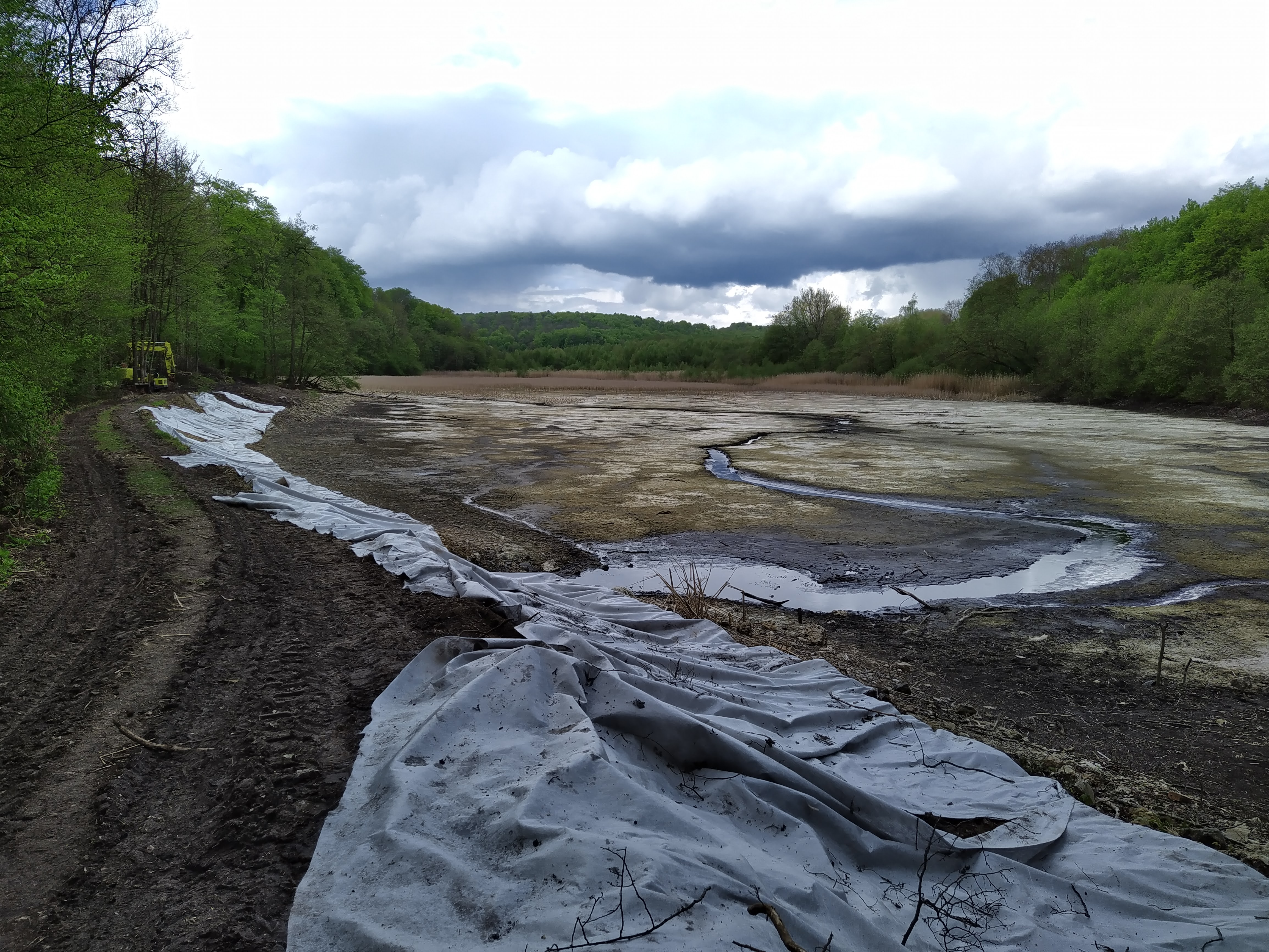
Itelteich, Mai 2021